# Beaumetz
 Beaumetz  es una población y comuna francesa, en la región de Picardía, departamento de Somme, en el distrito de Amiens y cantón de Bernaville.

## Demografía
| 219 | 198 | 191 | 167 | 157 | 170 |
| Para los censos de 1962 a 1999 la población legal corresponde a la población sin duplicidades (Fuente: INSEE [Consultar]) |     |     |     |     |     |